# Capanna dei Monti di Lego
La capanna dei Monti di Lego è un rifugio alpino gestito come ostello, situato nel comune di Mergoscia, nel Canton Ticino, nella val Resa, nelle Alpi Lepontine, a 1.150 m s.l.m.

## Storia
È una vecchia stalla del 1890, riattata nel 1970, è gestita come rifugio alpino-grotto-ostello, e fu ancora riattata nel 2008.

## Caratteristiche e informazioni
La capanna è disposta su un piano, con refettorio per un totale di 15 posti. Il riscaldamento è a legna. L'illuminazione è prodotta da pannelli solari. I posti letto sono sistemati in un'unica stanza.
Per pernottare è obbligatoria la riservazione.

## Accessi
- Contra 478 m - Contra è raggiungibile anche con i mezzi pubblici. - Tempo di percorrenza: 2 ore -Dislivello: 650 metri - Difficoltà: T2
- Viona di Fondo 910 m - Viona di Fondo è raggiungibile in auto. - Tempo di percorrenza: 1 ora - Dislivello: 200 metri - Difficoltà: T2
- Mergoscia 679 m - Mergoscia è raggiungibile anche con i mezzi pubblici. - Tempo di percorrenza: 1,45 ore - Dislivello: 600 metri - Difficoltà: T2
- Cardada 1.322 m - Cardada è raggiungibile con la funivia da Orselina - Tempo di percorrenza: 1,30 ore - Dislivello: -200 metri - Difficoltà: T2.

## Ascensioni

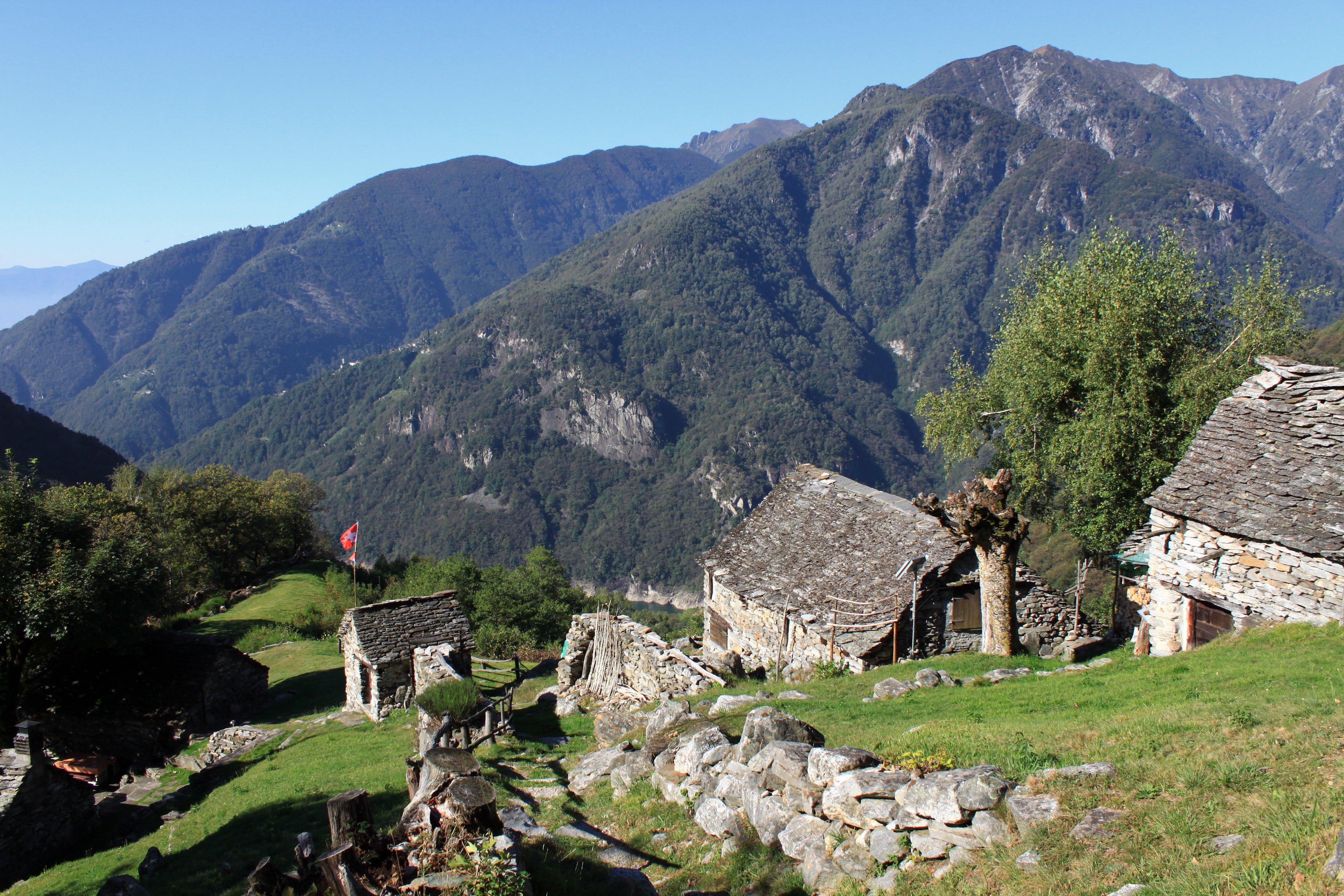
Cima della Trosa, Madone sopra Mergoscia, Valle Verzasca come si vede da Stavello

- Cima della Trosa 1.869 m - Tempo di percorrenza: 2,30 ore - Dislivello: 700 metri - Difficoltà: T2.

## Traversate
- Capanna Alpe di Nimi 5 ore

## Curiosità
Ogni anno ai monti di Lego e il vasto territorio che circonda le "cascine" avviene la tradizionale festa che richiama molte persone a degustare i tipici piatti nostrani che salgono a piedi o con l'alternativa dell'elicottero che parte dalla piazza patriziale in val Resa di fondo.